# Wernerius
Genre
Wernerius est un genre de scorpions de la famille des Vaejovidae.

## Distribution
Les espèces de ce genre sont endémiques des États-Unis. Elles se rencontrent en Californie et en Arizona.

## Liste des espèces
Selon The Scorpion Files (04/09/2020) :
- Wernerius inyoensis Webber, Graham & Jaeger, 2012
- Wernerius mumai (Sissom, 1993)
- Wernerius spicatus (Haradon, 1974)

## Étymologie
Ce genre est nommé en l'honneur de Franz Werner.

## Publication originale
- Soleglad & Fet, 2008 : « Contributions to scorpion systematics: III. Subfamilies Smeringurinae and Syntropinae (Scorpiones: Vaejovidae). » Euscorpius, no 71, p. 1-115 (texte intégral).